# Elena Paparizou
Elena Paparizou (gr. Έλενα Παπαρίζου, wym.  [ˈelena papaˈrizu], szw. Helena Paparizou, wym. [hɛˈlêːna papaˈrɪ̌tːsʊ]; ur. 31 stycznia 1982 w Borås) – grecka piosenkarka i osobowość medialna urodzona w Szwecji.
W latach 1999–2003 wokalistka zespołu Antique, następnie artystka solowa. Zwyciężczyni 50. Konkursu Piosenki Eurowizji (2005).

## Życiorys

### Rodzina i edukacja
Urodziła się w Borås, w szwedzkiej prowincji Västergötland. Jest córką greckich imigrantów, Georgiosa i Efrosini Paparizu. Jej matka pochodzi z Karditsy, a ojciec urodził się w Wolosie. Wychowała się w Örgryte wraz z dwojgiem rodzeństwa, siostrą Ritą i bratem Dinosem.
Od dzieciństwa miała problemy z oddychaniem. Gdy miała siedem lat, podjęła naukę gry na pianinie, a także zaczęła trenować taniec klasyczny i tańce tradycyjne. W wieku 13 lat zaczęła przygotowania wokalne, a w następnym roku założyła swój pierwszy zespół hip-hopowy o nazwie Soul Funkomatic, który przez kolejne dwa lata tworzyła z trójką dzieci pochodzenia latynoamerykańskiego.
W 1998 uniknęła śmierci w pożarze podczas imprezy hiphopowej w jednym z nocnych klubów w Göteborgu, na którą miała wybrać się ze znajomymi, jednak matka zabroniła jej wyjścia z domu. Po stracie przyjaciół porzuciła śpiewanie i rozpoczęła zajęcia w Szkole Sztuki Widowiskowej, w której studiowała teatr, aktorstwo, telewizję i reżyserię.

### Kariera zawodowa

#### 1999–2003: Działalność w Antique
W 1999 zaprzyjaźniony z jej bratem didżej zaproponował jej nagranie demo do piosenki „Opa, Opa”. Uznała, że tekst jest przeznaczony dla mężczyzny, dlatego zaproponowała nagranie utworu wraz z przyjacielem z dzieciństwa, Nikosem Panagiotidisem. Po nagraniu demo założyła z Panagiotidisem zespół Antique. Podpisali kontrakt płytowy z nowo powstałą, szwedzką wytwórnią muzyczną Bonnier Music. Ich debiutanckim singlem został utwór „Opa, Opa”, z którym dotarli do pierwszej dziesiątki list przebojów w Norwegii i Szwecji, gdzie uzyskali certyfikat złotej płyty za sprzedaż singla. Ich kolejny singiel, „Dinata Dinata”, otrzymał status platynowej płyty w Polsce. Obie piosenki zamieścili na albumie pt. Opa, Opa. W 2001, reprezentując Grecję z utworem „(I Would) Die for You”, zajęli trzecie miejsce finale 46. Konkursu Piosenki Eurowizji w Kopenhadze. Po udziale w konkursie wydali album pt. Die for You, który promowali singlami: „Ligo Ligo” i „Follow Me”. W tym samym roku nagrali i wydali także swój pierwszy greckojęzyczny album pt. Me loja elinika. W 2002 wydali album pt. Ali mia fora..., który w 2003 został wydany w anglojęzycznej wersji pt. Blue Love. Niedługo potem zakończyli działalność, a Paparizu rozpoczęła karierę solową.

#### 2003–2005: Działalność solowa, Konkurs Piosenki Eurowizji

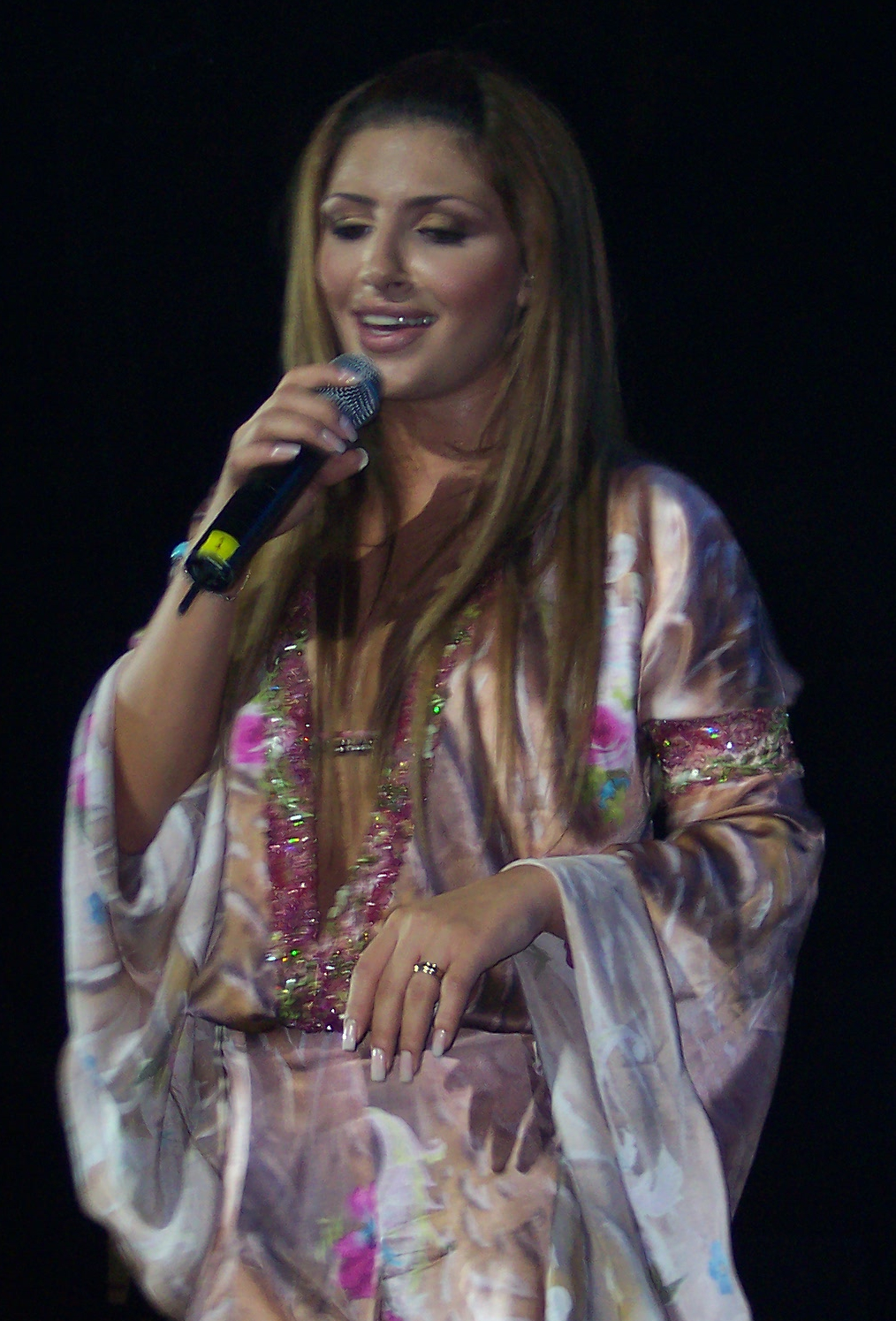
Paparizu podczas koncertu w Chicago (2005)

Po rozpadzie zespołu podpisała kontrakt płytowy z wytwórnią Sony Music Greece, która wydała jej debiutancki singiel, „Anapandites Kliseis”. Za singiel odebrała certyfikat złotej płyty. Wydała go także w angielskiej wersji językowej (jako „I Don’t Want You Here Anymore”). Zimą 2003 wystąpiła u boku Antonisa Remosa podczas jego koncertu w nocnym klubie Studio Pireos. Wiosną 2004 wydała debiutancki solowy album pt. Protereotita. W tym okresie zaczęła występować jako Helena na rynku międzynarodowym, a jako Elena na rynku greckim.
W 2005 przyjęła propozycję telewizji Ellinikí Radiofonía Tileórasi do reprezentowania Grecji w 50. Konkursie Piosenki Eurowizji w Kijowie. W marcu wystąpiła w koncercie eliminacyjnym, podczas którego zaśpiewała trzy piosenki: „My Number One”, „OK” i „Let’s Get Wild”; początkowo miała zaśpiewał również utwór „The Light in Our Soul”, jednak został on zdyskwalifikowany z powodu zbyt wczesnej premiery. Największą liczbę punktów otrzymał utwór „My Number One”, który został eurowizyjną propozycją Paparizu w konkursie. Przed występem w Kijowie piosenkarka wyruszyła w europejską trasę promocyjną, obejmującą występy m.in. w Niemczech i na Malcie. W kwietniu odebrała statuetkę dla najlepszej artystki popowej na gali rozdania nagród Arion. 21 maja wystąpiła w finale Eurowizji 2005 w kreacji projektu Roberto Cavallego. W głosowaniu telewidzów zajęła pierwsze miejsce po zdobyciu 230 punktów, m.in. maksymalnych not 12 pkt z 10 krajów.
Po powrocie do Grecji wydała reedycję swojego debiutanckiego albumu, wzbogaconego m.in. o piosenkę „My Number One”, utwory „OK” i „Let’s Get Wild” oraz angielskie wersje utworów zawartych na standardowej wersji albumu. W tym czasie wydała też album pt. My Number One, zawierającą piosenki z pierwszego albumu oraz piosenki: „My Number One”, „OK” i „Let’s Get Wild”. Album promowała również singlami: „A Brighter Day” (gr. „Antitesis”) i „The Light in Our Soul” (gr. „Katse kala”). W tym czasie otrzymała nominacje do nagród Mad Video Music w sześciu kategoriach: najlepszy teledysk, najlepszy teledysk żeński, najseksowniejszy artysta w teledysku (wszystkie trzy za klip do piosenki „Kace kala”), najlepiej wyreżyserowany teledysk (za „Trelli kardia”), najlepiej ubrany artysta w teledysku (za „Antiteseis”) i najczęściej odtwarzane teledyski. W tym samym roku odbyła europejską trasę koncertową, zagrała m.in. jako support przed koncertem Anastacii w Malmö. W kolejnych miesiącach odbyła światową trasę koncertową z Nikosem Kurkulisem, z którym wystąpiła m.in. w Australii i Ameryce Północnej. Została też oficjalną ambasadorką greckiego Ministerstwa Turystyki, a jej utwór „My Number One” został wykorzystany jako podkład muzyczny do międzynarodowej reklamy ministerstwa. Pod koniec 2005 wydała singiel „Mambo!”, z którym dotarła do piątego miejsca listy przebojów w Szwecji. Singiel uzyskał sprzedaż na poziomie 25 tys. egzemplarzy, dzięki czemu otrzymał status złotej płyty w Szwecji. W listopadzie wydała kolejną reedycję debiutanckiego albumu, na której umieściła singiel „Mambo!”.

#### 2006–2007:Iparhi Logos,The Game of Lovei ścieżki dźwiękowe
Pod koniec 2005 rozpoczęła pracę nad materiałem na kolejną płytę. 12 kwietnia wydała album pt. Iparhi Logos, z którym dotarła do pierwszego miejsca list najczęściej kupowanych płyt w Grecji, a po siedmiu miesiącach od premiery uzyskała za jego sprzedaż certyfikat platynowej płyty w kraju. Album promowała singlem „Gigolo”. W maju 2006 wystąpiła gościnnie z piosenką „My Number One” podczas ceremonii otwarcia 51. Konkursu Piosenki Eurowizji w Atenach. W międzyczasie zaczęła pracę nad międzynarodowym wydaniem singla „Mambo!”, do którego nakręciła teledysk. Utwór przez dwa tygodnie zajmował pierwsze miejsce na liście przebojów w polskim radiu RMF FM i także przez wiele tygodni był pierwszy w Radiu Kolor.
W październiku 2006 wydała album pt. The Game of Love, który ukazał się m.in. w Grecji, na Cyprze, RPA, Szwecji, Danii, Norwegii, Finlandii, Rosji i Japonii. Płytę promowała singlem „Heroes”, który został wybrany na oficjalną piosenkę XIX Mistrzostw Europy w Lekkoatletyce. Paparizou zaśpiewała utwór podczas ceremonii otwarcia rozgrywek sportowych.

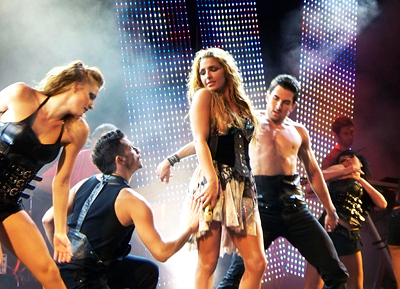
Paparizu podczas koncertu w Salonikach (2008)

Pod koniec stycznia 2007 otrzymała statuetkę European Border Breakers Award, zostając jedną z dziesięciu nowych artystów wyróżnionych nagrodą, która przyznawana jest wykonawcom, których pierwsze zagraniczne albumy osiągnęły sukces poza granicami własnego kraju. Wiosną nagrała trzy utwory, które zostały wykorzystane w ścieżce dźwiękowej greckiego serialu telewizyjnego Mazi su. Z tytułowym singlem, będącym motywem przewodnim serialu, przez kilka tygodni zajmowała pierwsze miejsce na greckich listach przebojów radiowych. W maju zaprezentowała reedycję albumu Iparhi Logos, na której umieściła siedem premierowych piosenek, w tym m.in. singiel „Fos”, umieszczony również na oficjalnej ścieżce dźwiękowej greckiej wersji filmu animowanego Barbie i 12 tańczących księżniczek. Z singlem dotarła do pierwszego miejsca krajowej listy przebojów. 19 czerwca 2007 pojawiła się na gali rozdania cypryjskich nagród muzycznych. Choć była nominowana w dwóch kategoriach: album roku (za płytę Iparhi logos) i najlepsza piosenkarka, nie zdobyła żadnej statuetki.  Tydzień później odebrała dwie statuetki na ceremonii rozdania nagród muzycznych Mad TV za wygraną w kategoriach: najlepszy żeński teledysk (za klip do „Gigolo”) i najlepszy strój w teledysku (za kreację w klipie do „An eihes erthi pio boris”). Była też nominowana w kategoriach: „Najlepszy teledysk popowy”, „Teledysk roku” (oba za klip do „Gigolo”) i „Artysta roku”. Wystąpiła też jako gość muzyczny podczas pokazu mody, organizowanego podczas gali; zaśpiewała utwory „Let the Sunshine In” i „Min fevgeis”. Również w 2007 na szwedzkim rynku wydała singiel „3 Is a Magic Number”, który został wykorzystany w reklamie telewizyjnej dla jednej z lokalnych telefonii komórkowych. Utwór dotarł do 18. miejsca szwedzkiej listy przebojów. We wrześniu wydała singiel „To fili tis zois”, który został motywem przewodnim greckiego filmu o tym samym tytule. Nagrała też piosenkę „Zileia monaksia” w duecie z Nikosem Aliagasem, która znalazła się na płycie piosenkarza zatytułowanej Nikos Aliagas & Friends: Rendez-Vous.

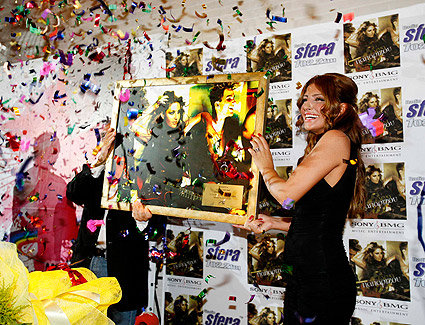
Paparizu odbierająca złotą płytę za album Vrisko to logo na zo (2008)

Na początku 2007 podpisała kontrakt z greckim oddziałem fińskiej firmy Nokia. W związku z kampanią reklamową na 2008, wystąpiła w reklamie Nokii, w której zaśpiewała piosenkę „Ola einai mousiki”. W styczniu 2008 wydała limitowaną edycję odtwarzacza MP4 (MP4 Total Helena) z serii Turbo-X, zawierającego kompilację 12 utworów i pięć teledysków artystki oraz udostępnioną jedynie przy zakupie sprzętu.

#### 2008–2010:Vrisko To Logo Na Zo, trasy koncertowe
Na początku 2008 rozpoczęła pracę nad nowym albumem, którego premiera odbyła się 12 czerwca 2008. Album pt. Vrisko to logo na zo, promowała singlami: „Porta gia ton ourano” i „I kardia su petra”. Album tydzień po premierze uzyskał status złotej płyty w kraju. Z płytą trafiła na pierwsze miejsce greckiej listy bestsellerów, pozostając na niej przez kolejne piętnaście tygodni. Kilka miesięcy po premierze album uzyskał status platynowej płyty. 16 czerwca wystąpiła gościnnie w finałowym odcinku greckiej edycji formatu So You Think You Can Dance, podczas którego zaprezentowała single „Porta gia ton ourano” i „I kardia su petra” oraz zatańczyła tango w parze z Jasonem Roditisem. Następnego dnia zaprezentowała remiks utworu „Porta gia ton ourano” na gali rozdania nagród muzycznych MAD TV, na której była nominowana w sześciu kategoriach i wygrała w dwóch: najlepszy teledysk popowy i artysta roku. W lipcu wyruszyła w trasę koncertową po Grecji. W wywiadzie dla Santorini FM powiedziała, że trasa zostanie wyemitowana w telewizji Alpha TV w grudniu 2008. Trzecim singlem promującym album została piosenka „Pirotehnimata”, do której teledysk został nakręcony w połowie września.  W międzyczasie nagrała też remiks piosenki „Papeles mojados” wraz z hiszpańskim zespołem Chambao, a także nagrała utwory „Genom krig och kärlek” i „Allt jag vill”, wykorzystane w oficjalnej ścieżce dźwiękowej filmu Arn – Riket vid vägens slut. 23 października zagrała koncert dla ok. 10 tysięcznej publiczności zgromadzonej w hali widowiskowo-sportowej Siemens Arena w Wilnie. 22 grudnia wydała reedycję albumu Vrisko to logo na zo, na której znalazły się cztery nowe utwory oraz płyta DVD, zawierająca zapis filmowy jednego z jej koncertów z trasy koncertowej Arhizei to Party. Nagranie z koncertu zostało wydane także niezależnie pt. Live in Concert. Zimą 2008 zagrała serię koncertów w Bouzouki Club Iera Odos wraz z Pashalisem Terzisem i Manosem Pyrovolakisem. Po śmierci ojca, który zmarł 25 grudnia z powodu zawału serca, przerwała występy w Iera odos i wyleciała do Szwecji. Po tygodniu wróciła do kraju i wznowiła trasę koncertową.

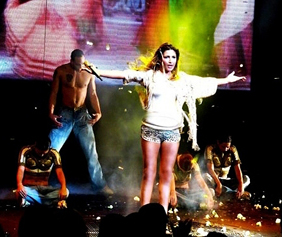
Paparizu (2009)

W trakcie letniej trasy koncertowej ogłosiła, że wkrótce rozpocznie pracę nad nowym anglojęzycznym albumem. Datę premiery zaplanowano na 2009. W kwietniu, tuż po zakończeniu występów w Bouzouki Club Iera Odos, Paparizou rozpoczęła serię koncertów w klubie Thalassa, którą zakończyła w połowie września. 10 kwietnia wydała singiel „Ta me allios”, do którego nagrała teledysk. 26 maja ponownie zagrała podczas Mad Secret Concert wraz z grupami 15.50 i De Niro. 24 czerwca odebrała nagrody na gali Mad TV za wygraną w kategoriach: „Najlepsza artystka”, „Najlepszy teledysk popowy” i „Teledysk roku” (oba za klip do „Pirotehnimata”); była też nominowana w kategoriach: „Artysta roku” i „Najseksowniejszy teledysk” (za klip do „Pirotehnimata”). W tym samym roku zdobyła Europejską Nagrodę Muzyczną MTV dla najlepszego greckiego wykonawcy, dzięki czemu była nominawana do nagrody dla najlepszego europejskiego artysty. W plebiscycie zajęła szóste miejsce na 21 artystów.
24 lutego 2010 wydała singiel „An isoun ajapi”, który zwiastował jej nową płytę studyjną. 18 marca zaprezentowała oficjalny teledysk do singla. Kilka dni wcześniej wydała drugi singiel – „Psahno tin alitheia”, który zostały oficjalnym utworem kampanii reklamowej producenta napojów gazowanych IVI.

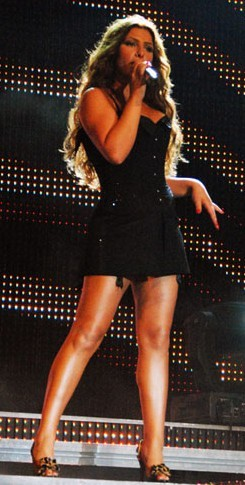
Paparizu (2011)

Pod koniec marca 2010 wydała album pt. Giro apo t’oneiro, na którym umieściła m.in. duet „Thalassa” z Giorgosem Sambanisem. Latem odbyła trasę koncertową po Grecji, na której towarzyszył jej zespół Onirama.

#### 2011–2012:Greatest Hits & More, nowa wytwórnia oraz działalność telewizyjna
Na początku lutego 2011 wystąpiła jako jeden z ośmiu gości muzycznych podczas programu charytatywnego MADWalk organizowanego przez telewizję MAD. W trakcie pokazu mody zaprezentowała nowy singiel – „Baby It’s Over”, który zwiastował jej trzypłytowy album kompilacyjny zatytułowany Greatest Hits & More. Utwór dotarł do pierwszego miejsca greckiej listy przebojów oraz utrzymał się na szczycie przez dziesięć tygodni z rzędu, zostając tym samym singlem z największym sukcesem komercyjnym w dorobku piosenkarki. W tym czasie zdobyła dwie nagrody podczas gali wręczenia statuetek MAD Video Music Awards w kategoriach: „Artystka roku” i „Ikona mody roku”, była nominowana też w kategoriach: „Artysta roku” i „Najlepszy teledysk popowy” (za klip do „Psahno tin aliteia”). W maju zaprezentowała singiel „Love Me Crazy”, który też znalazł się na albumie kompilacyjnym zatytułowany Greatest Hits & More, wydanym pod koniec miesiąca. Wydawnictwo zadebiutowało na drugim miejscu greckiej listy najczęściej kupowanych płyt.
Przez kolejne pół roku przebywała w Szwecji wraz z rodziną i przyjaciółmi. W sierpniu ogłosiła, że zakończyła współpracę menedżerską z Mavridisem oraz zdecydowała się na współpracę ze szwedzkimi producentami. W tym samym czasie rozważała przeprowadzkę do Szwecji na stałe. W trzecim kwartale 2011 nagrała utwór „Dari dari” w duecie z Naną Muschuri na jej płytę studyjną zatytułowaną Tragudia apo ta ellinika nisia. Pod koniec listopada panie zagrały wspólny koncert w Berlinie. Od 6 listopada 2011 do 22 stycznia 2012 Paparizou była jurorką pierwszej edycji programu Dancing on Ice. Na początku 2012 wzięła udział w siódmej edycji programu Let’s Dance. Jej partnerem tanecznym był David Watson, z którym zajęła dziewiąte miejsce.
10 marca wystąpiła gościnnie w finale Melodifestivalen 2012, podczas którego zaprezentowała jazzową wersję piosenki „Popular” Erica Saade. Jej wersja utworu została wydana na singlu. W grudniu wydała singiel „Mr. Perfect”, który w 2012 został zremiksowany przez Playmena. W lutym duet wystąpił na gali Mad Walk 2012, na której zaprezentował wspólnie utwór „I Hate Myself for Loving You” Joan Jett. Oficjalny teledysk do ich wersji piosenki otrzymał nominację do nagrody Mad Video Music Awards w kategorii „Najlepszy teledysk popowy”, Paparizou odebrała statuetki za wygraną w kategoriach „Artystka roku” i „Piosenka roku” (za utwór „Baby It’s Over”); była też nominowana w kategorii „Artysta roku”. W tym samym roku zaśpiewała gościnnie u boku Courtney Parker i RiskyKidda w remiksie utworu „All the Time” Eddiego Murphy’ego, wykonanym przez Playmena.
W połowie 2012 zaczęła pracę nad nowym albumem studyjnym. W październiku opublikowała singiel „Latos ajapes”, nagrany w duecie z Natassą Teodoridu. Utwór dotarł do siódmego miejsca greckiej listy przebojów. Na początku listopada piosenkarka zaprezentowała cover przeboju „Imagine” Johna Lennona na konferencji prasowej Athens Classic Marathon 2012.

#### 2013–2015:One Life, musical, trasy koncertowe
1 lutego 2013 wydała cyfrowo drugi album kompilacyjny zatytułowany The Love Collection, zawierający ballady miłosne z jej poprzednich płyt. Na początku 2013 podpisała kontrakt płytowy z wytwórnią Universal Music Group. W lutym wystąpiła gościnnie z utworami „My Number One” i „Apres toi” w finale greckich eliminacji eurowizyjnych. W połowie marca wydała singiel „Poso m’aresei”, zwiastujący jej nową płytę. Drugim singlem zapowiadającym album został utwór „Ena lepto”, który ukazał się w kwietniu. Siódma płyta studyjna piosenkarki, zatytułowana Ti ora ta vgoume?, miała swoją premierę na początku czerwca. Na albumie znalazło się piętnaście utworów, w tym m.in. singiel „Save Me (This Is an SOS).

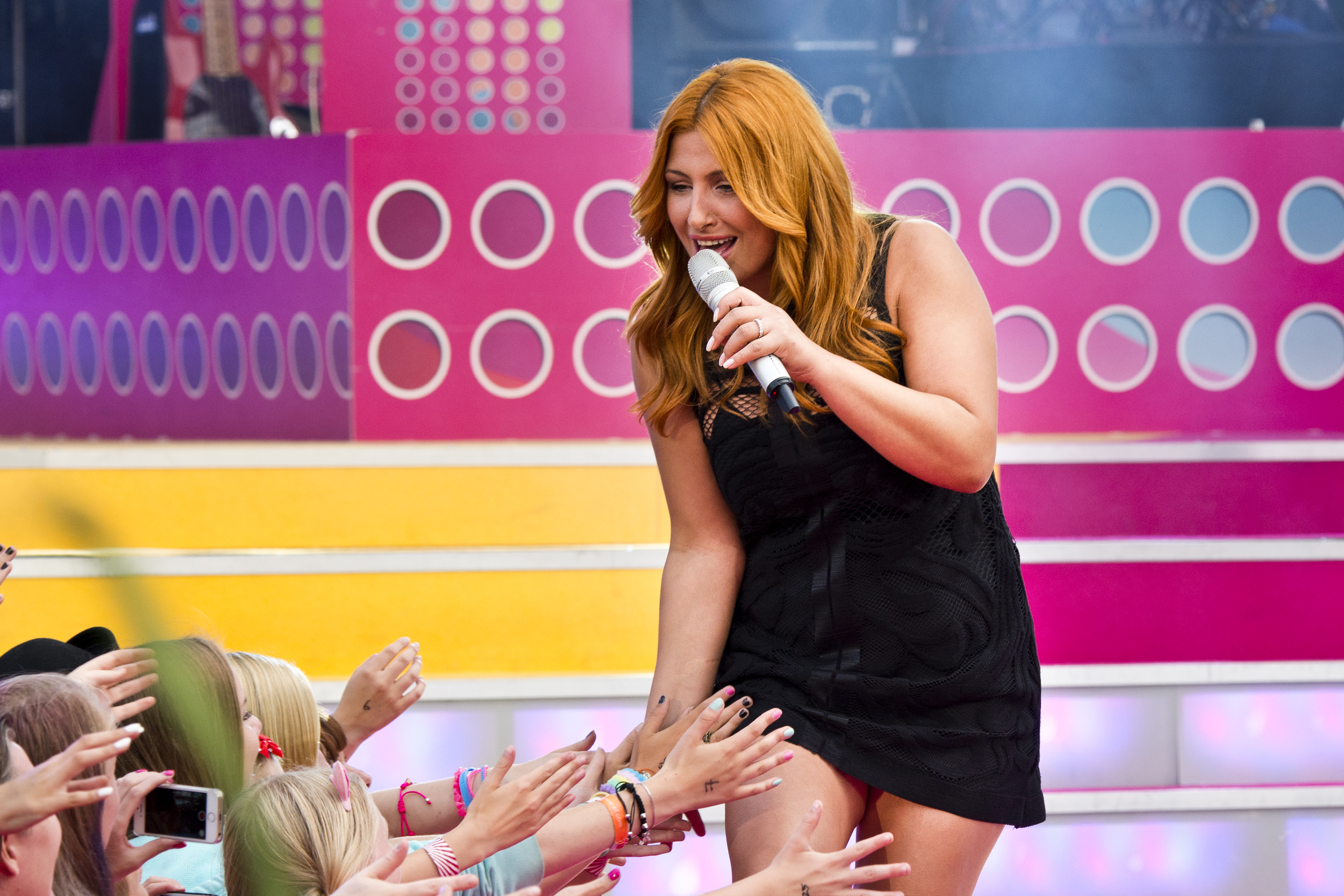
Elena Paparizou na festiwalu Sommarkrysset 2014

Pod koniec maja 2013 Paparizou wystąpiła z minikoncertem na ceremonii wręczenia nagród Gabby w Hollywood, na której zaśpiewała kilka utwór Meliny Merkuri. Latem zagrała kilka koncertów w Grecji w ramach promocji płyty Ti ora ta vgoume?. Wydała też minialbum zatytułowany Save Me (This Is An SOS), zawierający cztery remiksy utworu autorstwa SoundFactory. W listopadzie została ogłoszona jedną z uczestniczek Melodifestivalen 2014, będącego szwedzkimi eliminacjami eurowizyjnymi do 59. Konkursu Piosenki Eurowizji. Zgłosiła się do nich z utworem „Survivor”.
1 lutego wystąpiła w pierwszym półfinale selekcji i zakwalifikowała się do rundy tzw. drugiej szansy, z której awansowała do finału. W finale selekcji, rozgrywanego na początku marca, zajęła czwarte miejsce. Pod koniec miesiąca wydała ósmą płytę studyjną zatytułowaną One Life, która ukazała się nakładem wytwórni Lionheart Music Group. W maju wystąpiła gościnnie podczas półfinałowego odcinka programu The Voice of Greece, w trakcie którego zaprezentowała singiel „Don’t Hold Back on Love”.
Od 14 listopada do 13 grudnia 2014 odbywała w Szwecji świąteczną trasę koncertową Julgalan 2014, podczas której występowała u boku wykonawców, takich jak m.in. Danny Saucedo, Alcazar, Mattias Andreasson, Erik Segerstedt czy Linda Bengtzing. Dzień po zakończeniu trasy wystąpiła w jednym ze szwedzkich kościołów, w którym zaśpiewała kilka kolęd z okazji Dnia Świętej Łucji. Wydarzenie było transmitowane przez telewizję SVT.
W lutym 2015 pojawiła się gościnnie w utworze „Love Till It’s Over” duetu HouseTwins. Niedługo później wydała singiel „Otan aggeli klene”. W marcu zaprezentowała oba single w finale greckich eliminacji eurowizyjnych, w którym zaśpiewała też cover utworu „Rise Like a Phoenix” Conchity Wurst. 23 maja podawała wyniki głosowania greckiej komisji jurorskiej oraz telewidzów w finale 60. Konkursie Piosenki Eurowizji. Tydzień później wystąpiła gościnnie w programie Let’s Dance, w którym zaprezentowała anglojęzyczną wersję singla „Otan aggeli klene” – „Angel”. Od 6 czerwca do 15 sierpnia występowała podczas letniej trasy koncertowej Diggiloo w Szwecji, w trakcie której pojawiła się u boku artystów, takich jak m.in.: Magnus Carlsson, Martin Stenmarck, Charlotte Perrelli, Andreas Johnson, Björn Kjellman, Jessica Andersson i Magnus Johansson. Po zakończeniu trasy zaczęła próby do występu w greckiej inscenizacji musicalu Nine, w której wcieliła się w rolę Saraginy.

## Życie prywatne
W wieku 17 lat zaczęła spotykać się z Tonim Mawridisem, greckim kompozytorem szwedzkiego pochodzenia, którego poznała w greckiej restauracji „Mykonos” w Szwecji. Kupiła dom w Glifadzie na przedmieściach Aten. 29 czerwca 2011 rozstała się z Mawridisem. W październiku 2012 zaczęła spotykać się z inżynierem Andreasem Kapsalisem, którego poślubiła na początku lata 2015 w Szwecji.

## Dyskografia
Greckojęzyczne albumy studyjne
- Protereotita (2004)
- Iparhi Logos (2006)
- Vrisko to logo na zo (2008)
- Giro apo t’oneiro (2010)
- Ti ora ta vgoume? (2013)
- Ouranio Toxo (2017)
- Apohrosis (2021)

Anglojęzyczne albumy studyjne
- My Number One (2005)
- The Game of Love (2006)
- One Life (2014)